# Liste des œuvres de Samuel Barber

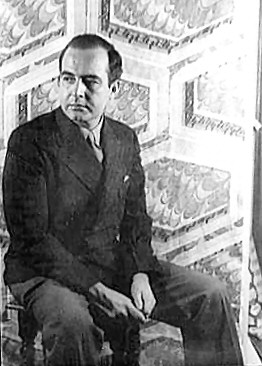
Samuel Barber en 1944

La liste suivante représente les compositions du compositeur américain Samuel Barber.
| Genre                  | Opus | Date                     | Titre | Formation                                                                                 | Notes |
| ---------------------- | ---- | ------------------------ | --- | ----------------------------------------------------------------------------------------- | --- |
| Opéra                  | 32   | 1957–1958                | Vanessa |                                                                                           | livret de Gian Carlo Menotti |
| Opéra                  | 35   | 1959                     | A Hand of Bridge |                                                                                           | Opéra de chambre; livret de Gian Carlo Menotti |
| Opéra                  | 40   | 1966, 1975               | Anthony and Cleopatra |                                                                                           | livret de Franco Zeffirelli basé sur la pièce de William Shakespeare                                                                                 |
| Ballet                 |      | 1946                     | The Serpent Heart |                                                                                           | révision de Cave of the Heart; version pour 15 instruments de Medea                                                                                  |
| Ballet                 | 23   | 1946–1947                | Cave of the Heart |                                                                                           | version pour la scène de Medea |
| Ballet                 | 23   | 1946, 1947               | Medea |                                                                                           | Suite de ballet; version orchestrale de Cave of the Heart                                                                                            |
| Ballet                 | 28   | 1953                     | Souvenirs |                                                                                           | Suite de ballet; original pour piano à 4-mains |
| Musique pour orchestre | 1    | 1928, 1944               | Serenade | orchestre à cordes                                                                        | original pour quatuor à cordes |
| Musique pour orchestre | 5    | 1931                     | Ouverture pour "The School for Scandal" | orchestre                                                                                 | |
| Musique pour orchestre | 7    | 1933                     | Music for a Scene from Shelley | orchestre                                                                                 | Tableau symphonique d'après Prometheus Unbound de Percy Bysshe Shelley                                                                               |
| Musique pour orchestre | 9    | 1935–1936 1943           | (première) Symphonie en un mouvement | orchestre                                                                                 | |
| Musique pour orchestre | 11a  | 1936, 1937               | Adagio pour cordes | orchestre à cordes                                                                        | adaptation du mouvement lent du Quatuor à cordes |
| Musique pour orchestre | 12   | 1937                     | First Essay for Orchestra | orchestre                                                                                 | |
| Musique pour orchestre | 17   | 1942                     | Second Essay for Orchestra | orchestre                                                                                 | |
| Musique pour orchestre | 19   | 1944, 1947               | Symphonie nº 2 | orchestre                                                                                 | mouvement II révisé en Night Flight (1964) |
| Musique pour orchestre | 19a  | 1944, 1964               | Night Flight | orchestre                                                                                 | révision de la Symphonie nº 2, mouvement II |
| Musique pour orchestre |      | 1945                     | Horizon | orchestre de chambre                                                                      | |
| Musique pour orchestre | 23a  | 1946–1947 1955           | Medea's Meditation and Dance of Vengeance | orchestre                                                                                 | extrait orchestral du ballet Medea |
| Musique pour orchestre |      | 1958                     | Intermezzo | orchestre                                                                                 | tiré de l’opéra Vanessa |
| Musique pour orchestre | 37   | 1960                     | Die Natali, Chorale Preludes for Christmas | orchestre                                                                                 | |
| Musique pour orchestre | 44   | 1971                     | A Fadograph of a Yestern Scene | orchestre                                                                                 | Tableau symphonique d'aprèsFinnegans Wake de James Joyce                                                                                             |
| Musique pour orchestre | 47   | 1978                     | Third Essay for Orchestra | orchestre                                                                                 | |
| Orchestre d'harmonie   |      | 1943                     | Commando March | orchestre d'harmonie                                                                      | |
| Orchestre d'harmonie   |      | 1943                     | Funeral March | orchestre d'harmonie                                                                      | |
| Musique concertante    | 14   | 1939–1940                | Concerto pour violon | violon et orchestre                                                                       | |
| Musique concertante    | 21   | 1944                     | Capricorn Concerto | flûte, hautbois, trompette et orchestre à cordes                                          | |
| Musique concertante    | 22   | 1945                     | Concerto pour violoncelle | violoncelle et orchestre                                                                  | |
| Musique concertante    | 36   | 1960                     | Toccata Festiva | orgue et orchestre                                                                        | |
| Musique concertante    | 38   | 1961–1962                | Concerto pour piano | piano et orchestre                                                                        | |
| Musique concertante    |      | 1977–1978 1981           | Canzonetta | hautbois et orchestre à cordes                                                            | orchestré par Charles Turner en 1981 |
| Musique de chambre     |      | 1922                     | Gypsy Dance tiré de The Rose Tree | violon et piano                                                                           | |
| Musique de chambre     | 1    | 1928                     | Serenade | 2 violons, alto et violoncelle                                                            | également arrangé pour orchestre à cordes (1944) |
| Musique de chambre     |      | 1928                     | Sonate (Mouvement III seul) | violon et piano                                                                           | autres mouvements perdus/détruits |
| Musique de chambre     | 4    | (1928)                   | Sonate pour violon en fa mineur | violon et piano                                                                           | retirée; perdue ou détruite; obtient en 1929 le Joseph H. Bearns Prize (en) en Musique de l'Université Columbia                                      |
| Musique de chambre     | 6    | 1932                     | Sonate pour violoncelle et piano | violoncelle et piano                                                                      | |
| Musique de chambre     |      | 1931                     | Suite | carillon                                                                                  | |
| Musique de chambre     | 11   | 1936                     | Quatuor à cordes | 2 violons, alto and cello                                                                 | mouvement lent adapté pour orchestre à cordes Adagio pour cordes (1937)                                                                              |
| Musique de chambre     |      | 1941                     | Commemorative March | violon, violoncelle et piano                                                              | |
| Musique de chambre     |      | 1954                     | Adventure | flûte, clarinette, cor, percussions africaines et orientales (2 instrumentistes) et harpe | |
| Musique de chambre     | 31   | 1956                     | Summer Music pour quintette à vent | flûte, hautbois, clarinette, cor et basson                                                | |
| Musique de chambre     |      | 1960s                    | Chorale for Washington Cathedral | cuivres et timbales                                                                       | |
| Musique de chambre     | 38a  | 1961                     | Canzone | flûte ou violon et piano                                                                  | arrangement par le compositeur du mouvement II du Concerto pour piano’’,                                                                             |
| Musique de chambre     |      | 1967                     | Mutations from Bach | cuivres et timbales                                                                       | |
| Musique de chambre     |      | 1968                     | Skorvatch Est Mort | flûte et piano                                                                            | |
| Musique pour orgue     |      | 1925                     | To Longwood Gardens | orgue                                                                                     | |
| Musique pour orgue     |      | 1927                     | Prelude and Fugue | orgue                                                                                     | |
| Musique pour orgue     |      | 1936                     | Chorale for a New Organ | orgue                                                                                     | |
| Musique pour orgue     | 34   | 1959                     | "Wondrous Love", Variations on a Shape-Note Hymn inspirées de What Wondrous Love Is This | orgue                                                                                     | |
| Musique pour orgue     | 37   | 1960                     | Chorale Prelude on "Silent Night" from Die Natali | orgue                                                                                     | |
| Piano                  |      | 1917                     | Melody in F | piano                                                                                     | |
| Piano                  |      | 1917                     | Sadness | piano                                                                                     | |
| Piano                  |      | 1918                     | Largo | piano                                                                                     | |
| Piano                  |      | 1918                     | War Song | piano                                                                                     | |
| Piano                  |      | 1919                     | At Twilight | piano                                                                                     | |
| Piano                  |      | 1919                     | Lullaby | piano                                                                                     | |
| Piano                  |      | 1923–1924                | 3 Sketches 1. Love Song 2. To My Steinway 3. Minuet | piano                                                                                     | |
| Piano                  |      | 1924                     | Fantasie (écrit dans le style de Joseph Haydn) | 2 pianos                                                                                  | |
| Piano                  |      | 1925                     | Prelude to a Tragic Drama | piano                                                                                     | |
| Piano                  |      | 1925–1926                | Fresh from West Chester (Some Jazzing) | piano                                                                                     | |
| Piano                  |      | 1926                     | Essay III | piano                                                                                     | |
| Piano                  |      | 1931                     | Interlude No. 1 (Adagio for Jeanne) | piano                                                                                     | |
| Piano                  |      | 1932                     | Interlude No. 2 | piano                                                                                     | |
| Piano                  | 20   | 1944                     | Excursions | piano                                                                                     | |
| Piano                  | 26   | 1948                     | Sonate pour piano | piano                                                                                     | |
| Piano                  | 28   | 1953                     | Souvenirs, Suite de ballet 1. Waltz 2. Schottische 3. Pas de deux 4. Two-Step 5. Hesitation-Tango 5. Galop | piano à 4 mains (original), ou piano solo, ou 2 pianos                                    | également orchestré |
| Piano                  | 33   | 1959                     | Nocturne (Homage to John Field) | piano                                                                                     | |
| Piano                  |      | 1960s                    | After the Concert | piano                                                                                     | |
| Piano                  | 46   | 1977                     | Ballade | piano                                                                                     | |
| Musique chorale        |      | 1930                     | Motetto on Words from the Book of Job | (double) chœur mixte a cappella                                                           | textes bibliques tirés du Livre de Job |
| Musique chorale        | 8    | 1935–1936 1936           | 2 Chœurs 1. The Virgin Martyrs 2. Let Down the Bars, O Death | 1. chœur de femmes a cappella 2. chœur mixte a cappella                                   | 1. texte de Helen Waddell (en) 2. texte de Emily Dickinson                                                                                           |
| Musique chorale        |      | 1937                     | Heaven-Haven |                                                                                           | adaptation chorale de A Nun Takes the Veil from Op. 13; texte de Gerard Manley Hopkins                                                               |
| Musique chorale        |      | 1938                     | Agnus Dei (Lamb of God) | chœur and orgue ou piano ad libitum                                                       | Musique vocale, adaptation de l’ Adagio pour cordes                                                                                                  |
| Musique chorale        |      | 1938                     | God's Grandeur | double chœur mixte a cappella                                                             | texte de Gerard Manley Hopkins |
| Musique chorale        |      | 1938                     | Sure on this Shining Night | chœur mixte et piano                                                                      | adaptation chorale de la chanson Op. 13; texte de James Agee                                                                                         |
| Musique chorale        | 15   | 1940                     | A Stopwatch and an Ordnance Map | chœur d'hommes, timbales et cuivres                                                       | texte de Stephen Spender |
| Musique chorale        | 43   | 1971                     | The Lovers | baryton, chœur et orchestre                                                               | basé sur Veinte poemas de amor y una canción desesperada de Pablo Neruda                                                                             |
| Musique chorale        | 16   | 1939–1940                | Reincarnations 1. Mary Hynes 2. Anthony O'Daly 3. The Coolin (The Fair Haired One) | chœur mixte                                                                               | texte de Antoine Ó Raifteiri, traduction de James Stephens                                                                                           |
| Musique chorale        |      | 1953                     | The Monk and His Cat |                                                                                           | adaptation chorale de Hermit Songs, Op. 29 |
| Musique chorale        | 30   | 1954                     | Prayers of Kierkegaard | soprano, chœur et orchestre                                                               | texte de Søren Kierkegaard |
| Musique chorale        |      | 1957–1958                | Under the Willow Tree | chœur mixte et piano                                                                      | adaptation chorale de l'opéra Vanessa |
| Musique chorale        |      | 1965                     | Easter Chorale | chœur mixte, cuivres, timbales et orgue (ad libitum)                                      | Op. 40 [sic]; texte de Pack Browning |
| Musique chorale        |      | 1966                     | 2 Chœurs tirés de Anthony and Cleopatra 1. On the Death of Anthony 2. On the Death of Cleopatra | 1. chœur de femmes et piano 2. chœur mixte et piano                                       | Musique extraite des chœurs de l’opéra Anthony and Cleopatra                                                                                         |
| Musique chorale        | 42   | 1968                     | 2 Pieces 1. Twelfth Night 2. To Be Sung on the Water | chœur mixte a cappella                                                                    | 1. texte de Laurie Lee 2. texte de Louise Bogan |
| Musique vocale         |      | 1917                     | Sometime | voix et piano                                                                             | texte de Eugene Field |
| Musique vocale         |      | 1918                     | In the Firelight | voix et piano                                                                             | |
| Musique vocale         |      | 1919                     | Isabel | voix et piano                                                                             | texte de John Greenleaf Whittier |
| Musique vocale         |      | 1920?                    | October-Weather | voix et piano                                                                             | |
| Musique vocale         |      | 1924                     | My Fairlyland | voix et piano                                                                             | texte de Robert Thomas Kerlin |
| Musique vocale         |      | 1924                     | 2 Poems of the Wind 1. Little Children of the Wind 2. Longing | voix et piano                                                                             | texte de Fiona Macleod |
| Musique vocale         |      | 1925                     | A Slumber Song of the Madonna | voix et piano                                                                             | texte de Alfred Noyes |
| Musique vocale         |      | 1925                     | Fantasy in Purple | voix et piano                                                                             | texte de Langston Hughes |
| Musique vocale         |      | 1925                     | 2 Songs of Youth 1. Invocation to Youth 2. I Never Thought That Youth Would Go | voix et piano                                                                             | 1. texte de Laurence Binyon (en) 2. texte de Jessie B. Rittenhouse                                                                                   |
| Musique vocale         |      | 1926                     | Ask Me To Rest | voix et piano                                                                             | texte de Edward Hicks Streeter Terry |
| Musique vocale         |      | 1926                     | Man | voix et piano                                                                             | texte de Humbert Wolfe (en) |
| Musique vocale         |      | 1926                     | Watchers | voix et piano                                                                             | texte de Dean Cornwell (ou Edgar Daniel Kramer) |
| Musique vocale         |      | 1926?                    | Music, When Soft Voices Die | voix et piano                                                                             | texte de Percy Bysshe Shelley |
| Musique vocale         |      | 1927                     | Mother, I Can Not Mind My Wheel | voix et piano                                                                             | texte de Walter Savage Landor |
| Musique vocale         |      | 1927                     | Thy Love | voix et piano                                                                             | texte de Elizabeth Barrett Browning |
| Musique vocale         |      | 1927                     | There's Nae Lark | voix et piano                                                                             | texte de Algernon Charles Swinburne |
| Musique vocale         | 2    | 1927 1928 1934           | 3 Songs 1. The Daisies 2. With Rue My Heart Is Laden 3. Bessie Bobtail | voix et piano                                                                             | 1. texte de James Stephens 2. texte de Alfred Edward Housman 3. texte de James Stephens                                                              |
| Musique vocale         | 3    | 1931                     | Dover Beach | baryton et quatuor à cordes                                                               | texte de Matthew Arnold |
| Musique vocale         |      | 1934                     | Love at the Door | voix et piano                                                                             | texte de John Addington Symonds |
| Musique vocale         |      | 1934                     | Serenades | voix et piano                                                                             | texte de George Dillon (en) |
| Musique vocale         |      | 1935                     | Love's Caution | voix et piano                                                                             | texte de W. H. Davies |
| Musique vocale         |      | 1935                     | Night Wanderers | voix et piano                                                                             | texte de W. H. Davies |
| Musique vocale         |      | 1935                     | Of That So Sweet Imprisonment | voix et piano                                                                             | texte de James Joyce |
| Musique vocale         |      | 1935                     | Strings in the Earth and Air | voix et piano                                                                             | texte de James Joyce |
| Musique vocale         |      | 1936                     | Beggar's Song | voix et piano                                                                             | texte de W. H. Davies |
| Musique vocale         | 10   | 1936                     | 3 Songs 1. Rain Has Fallen 2. Sleep Now 3. I Hear an Army | voix et piano                                                                             | texte de James Joyce 3. also orchestrated |
| Musique vocale         |      | 1937                     | In the Dark Pinewood | voix et piano                                                                             | texte de James Joyce |
| Musique vocale         | 13   | 1937–1940 1937 1938 1940 | 4 Songs 1. A Nun Takes the Veil (Heaven-Haven) 2. The Secrets of the Old 3. Sure on this Shining Night 4. Nocturne | voix et piano                                                                             | 1. texte de Gerard Manley Hopkins 2. texte de W. B. Yeats 3. texte de James Agee; also orchestrated 4. texte de Frederic Prokosch; also orchestrated |
| Musique vocale         | 18   | 1942 1943                | 2 Songs 1. The Queen's Face on the Summery Coin 2. Monks and Raisins | voix et piano                                                                             | 1. texte de Robert Horan (en) 2. texte de Jose Garcia Villa (en)                                                                                     |
| Musique vocale         | 24   | 1947                     | Knoxville: Summer of 1915 | soprano et orchestre                                                                      | texte de James Agee |
| Musique vocale         | 25   | 1947                     | Nuvoletta | voix et piano                                                                             | texte de James Joyce |
| Musique vocale         | 27   | 1950–1951                | Mélodies passagères 1. Puisque tout passe 2. Un cygne 3. Tombeau dans un parc 4. Le clocher chante 5. Départ | voix et piano                                                                             | texte de Rainer Maria Rilke |
| Musique vocale         | 29   | 1953                     | Hermit Songs 1. At Saint Patrick's Purgatory 2. Church Bells at Night 3. St. Ita's Vision 4. The Heavenly Banquet 5. The Crucifixion 6. Sea-Snatch 7. Promiscuity 8. The Monk and His Cat 9. The Praises of God 10. The Desire for Hermitage | voix et piano                                                                             | poèmes traduits d'après des textes irlandais anonymes du 8e au XIIIe siècle                                                                          |
| Musique vocale         | 39   | 1962                     | Andromache's Farewell | soprano et orchestre                                                                      | texte tiré des Troyennes d'Euripide, traduit par Patrick Creagh (en)                                                                                 |
| Musique vocale         | 41   | 1968–1969                | Despite and Still 1. A Last Song 2. My Lizard (Wish for a Young Love) 3. In the Wilderness 4. Solitary Hotel 5. Despite and Still | voix et piano                                                                             | 1. texte de Robert Graves 2. texte de Theodore Roethke 3. texte de Robert Graves 4. texte de James Joyce 5. texte de Robert Graves                   |
| Musique vocale         | 45   | 1972                     | 3 Songs 1. Now I Have Fed and Eaten Up the Rose 2. A Green Lowland of Pianos 3. O Boundless, Boundless Evening | voix et piano                                                                             | 1. texte de James Joyce 2. texte de Czesław Miłosz 3. texte de Christopher Middleton (en)                                                            |